# Carinodes xanthogaster
Carinodes xanthogaster är en stekelart som först beskrevs av Brulle 1846.  Carinodes xanthogaster ingår i släktet Carinodes och familjen brokparasitsteklar. Inga underarter finns listade.